# Culex whittingtoni
Culex whittingtoni är en tvåvingeart som beskrevs av John Nicholas Belkin 1962. Culex whittingtoni ingår i släktet Culex och familjen stickmyggor. Inga underarter finns listade i Catalogue of Life.